# Lisa Kahn

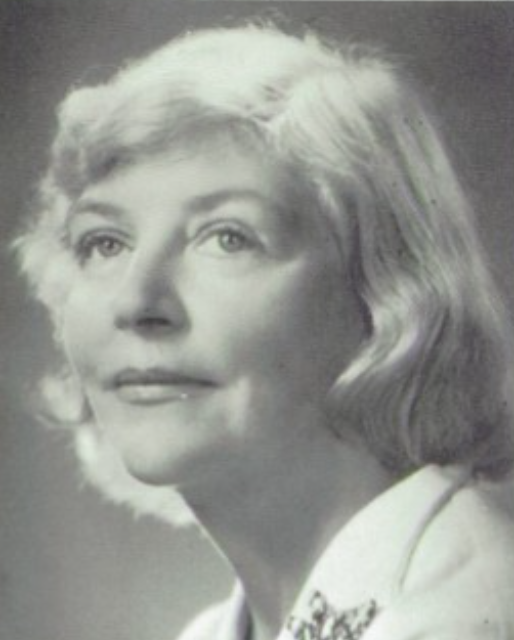
Lisa Kahn, 1968

Lisa Kahn (* 15. Juli 1927 als Liselott Margarete Kupfer in Berlin-Tempelhof; † 3. Juli 2013 in Houston) war eine deutsch-amerikanische Germanistin und Lyrikerin.

## Leben
Liselott Margarete Kupfer wurde in Berlin geboren und ging in Leipzig zur Schule. Sie studierte Psychologie, Germanistik und Anglistik in Heidelberg und durch Erlangung eines Fulbright-Stipendiums an der University of Washington in Seattle. Ab 1968 lehrte sie Germanistik an der Texas Southern University in Houston.
Sie veröffentlichte Lyrik sowohl auf Deutsch als auch auf Englisch. In gleich drei P.E.N.-Verbänden war sie Mitglied: dem amerikanischen, dem österreichischen und dem internationalen in London.
Sie war in erster Ehe mit dem Germanisten und Lyriker Robert Kahn verheiratet, der sich 1970 das Leben nahm. Der Trauer und Klage über diesen Verlust sind zahlreiche von Kahns Gedichten aus dieser Zeit gewidmet. In zweiter Ehe war sie mit Herbert Finkelstein verheiratet. Sie konvertierte vom evangelischen zum jüdischen Glauben.

## Werke
- Klopfet an, so wird euch nicht aufgetan. Gedichte. Bläschke, Darmstadt 1975, ISBN 3-87561-387-2.
- Feuersteine. Gedichte. Strom-Verlag, Zürich 1978, ISBN 3-85921-040-8.
- Denver im Frühling. Gedichte. Stoedtner, Berlin 1980, ISBN 3-920907-08-6.
- Utahs Geheimnisse. Gedichte. Stoedtner, Berlin 1982, ISBN 3-920907-14-0.
- David am Komputer und andere Gedichte. Trebush Press, Providence, R.I. 1982.
- Bäume. Galerie an der Treppe, München 1984.
- Wer mehr liebt. Kurzgeschichten uns Märchen. Stoedtner, Berlin 1984, ISBN 3-920907-25-6.
- From my Texan log cȧbin = Aus meiner texanischen Blockhütte. Eakin Press, Austin, Texas 1984.
- Kinderwinter. Gedichte. Stoedtner, Berlin  1986, ISBN 3-920907-34-5.
- Krētē. Gedichte. Klaunig,Berlin ca. 1988, ISBN 3-927427-00-4.
- Atlantische Brücke. Gedichte. Mellen Poetry Press, Lewiston, NY 1992, ISBN 0-7734-9569-X.
- Today I commanded the wind = Heute befahl ich dem Wind. Mellen, Lewiston u. a. 1994, ISBN 0-7734-0019-2.
- Kälbchen-Geschichten. Kinderbuch. R. G. Fischer, Frankfurt a. M. 1997, ISBN 3-89501-495-8.

Herausgabe
- mit Hans Eichner: Studies in German in memory of Robert L. Kahn. William Marsh Rice University, Houston 1971.
- Reisegepäck Sprache. Deutschschreibende Schriftstellerinnen in den USA 1938–1978. Fink, München 1979. = In her mother's tongue. Women authors in the US who write in German 1938–1983. Emerson, Denver, CO 1983.